# 小克罗塞
小克罗塞（法語：Crosey-le-Petit，法語發音：[kʁozɛ lə pəti]）是法国杜省的一个市镇，位于该省东部，与大克罗塞相邻，属于蒙贝利亚尔区。

## 地理
小克罗塞（47°21'6"N, 6°29'9"E）面积9.6 平方千米，位于法国勃艮第-弗朗什-孔泰大區杜省，该省份为法国东部内陆省份，北起上索恩省，西接汝拉省，东部及东南部与瑞士接壤，东北部与贝尔福地区省接壤。
与小克罗塞接壤的市镇（或旧市镇、城区）包括：罗什莱克莱瓦勒、塞尔万、韦勒旺、派德克莱瓦勒。

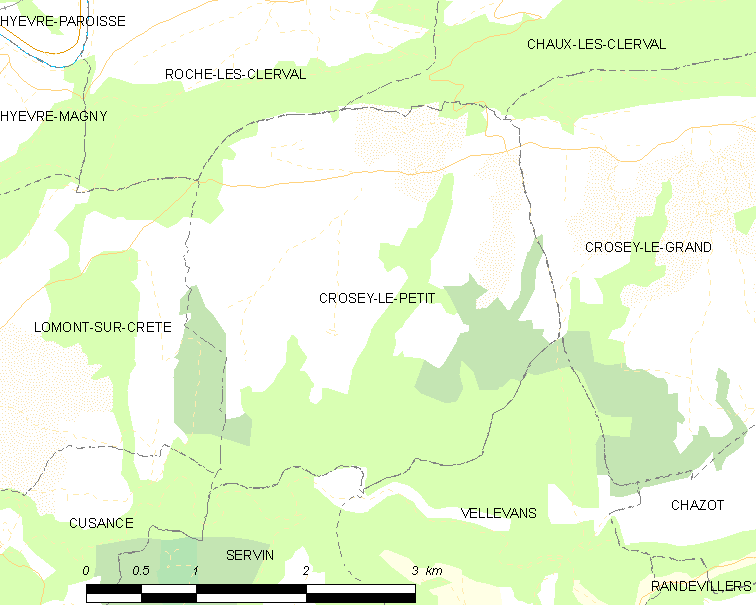
小克罗塞的OSM定位图

小克罗塞的时区为UTC+01:00、UTC+02:00（夏令时）。

## 行政
小克罗塞的邮政编码为25340，INSEE市镇编码为25178。

## 政治
小克罗塞所属的省级选区为巴旺县。

## 人口

1962-2008年间小克罗塞人口变化图示

小克罗塞于2022年1月1日时的人口数量为121人。